# فرودگاه داگلاس لیک
فرودگاه داگلاس لیک (به انگلیسی: Douglas Lake Airport) یک فرودگاه خصوصی است که یک باند فرود آسفالت دارد و طول باند آن ۱۴۰۲ متر است. این فرودگاه در کشور کانادا قرار دارد و در ارتفاع ۸۲۳ متری از سطح دریا واقع شده‌است.